# Valeri Krívov
Valeri Krívov   (Kritxau, 29 de setembre de 1951 - Luhansk, 20 de desembre de 1994) fou un jugador de voleibol ucraïnès que va competir sota bandera de la Unió Soviètica durant la Dècada de 1970.
El 1980 va prendre part en els Jocs Olímpics d'Estiu de Moscou, on guanyà la medalla d'or en la competició de voleibol.
En el seu palmarès també destaquen una medalla d'or al Campionat del Món de voleibol de 1978 i una altra medalla d'or al Campionat d'Europa de voleibol de 1977. A nivell de clubs jugà al Zvezdva Voroschilovgrad, amb qui guanyà la Recopa d'Europa de 1973.
Una vegada retirat exercí d'entrenador en diversos equips, entre els quals destaca la selecció nacional de Síria.